# Запорожец, Пётр Кузьмич

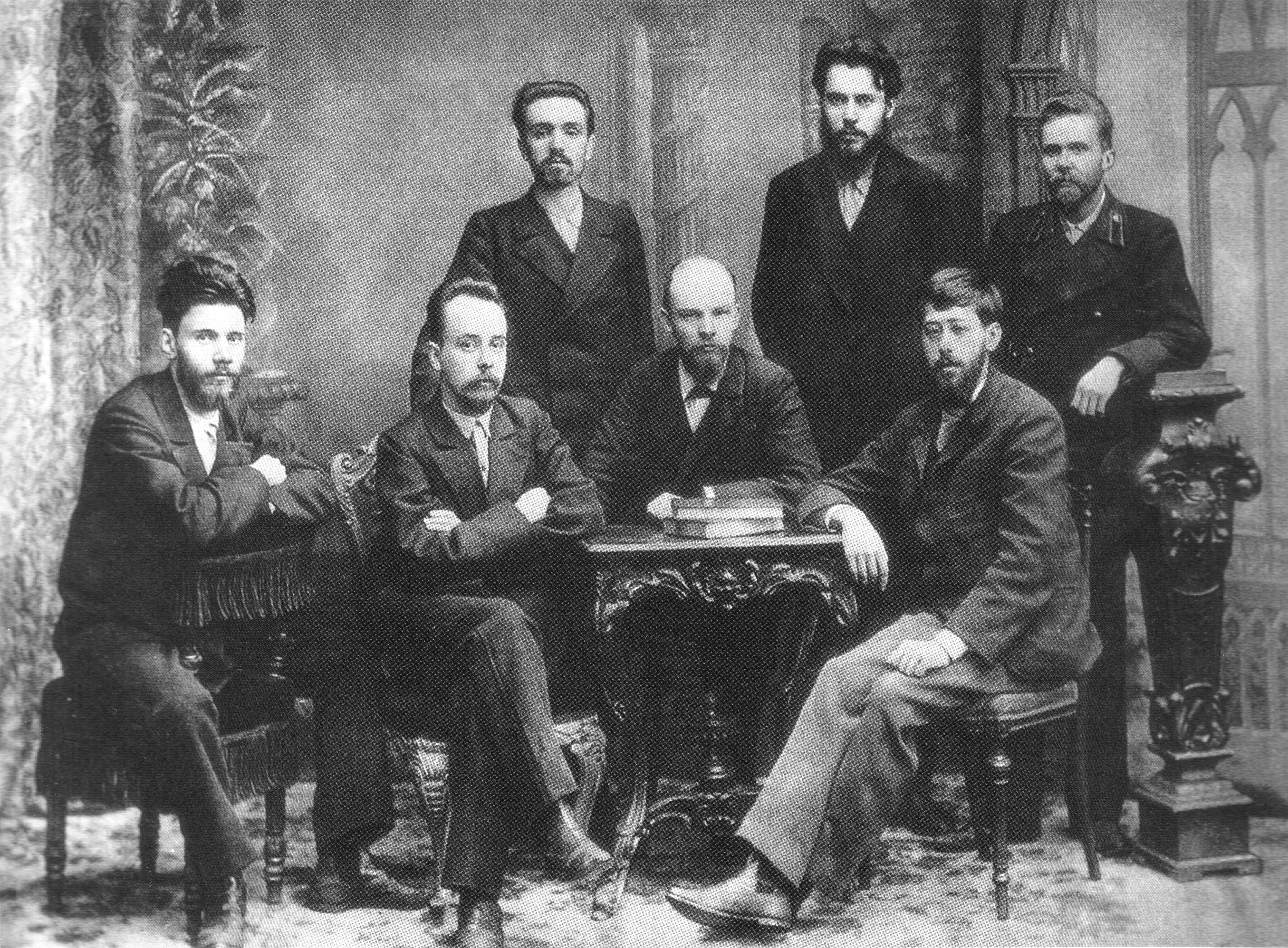
Члены петербургского «Союза борьбы за освобождение рабочего класса» (слева направо): стоят — А. Л. Малченко, П. К. Запорожец, А. А. Ванеев; сидят — В. В. Старков, Г. М. Кржижановский, В. И. Ульянов, Ю. А. Мартов. Санкт-Петербург, 1897 год

Пётр Кузьмич Запорожец (5 января 1873, Белая Церковь — 19 февраля 1905, Винница) — деятель русского революционного движения.

## Биография
1886—1891 — учился в Киевском реальном училище в одном классе с В. А. Всеволожским, вместе с которым начал изучать марксистскую литературу.
С 1891 года был студентом Петербургского технологического института, где вступил в марксистский кружок и в 1895 году под руководством В. И. Ульянова участвовал в организации Петербургского «Союза борьбы за освобождение рабочего класса» и был участником центрального кружка этого союза. Вёл социал-демократическую пропаганду среди рабочих в районах Нарвской и Московской застав. В 1895 году приезжал в Киев с организационным задачами.
В декабре 1895 года революционер был арестован и осуждён на пять лет ссылки. Находясь в тюрьме, психически заболел. В 1897 году находился в киевской Кирилловской психиатрической больнице. Впоследствии — скончался в больнице в Виннице.

## Память
- Памятник в Белой Церкви (скульптор — Иван Кавалеридзе). Демонтирован 15 июля 2022 года, согласно постановлению исполкома горсовета Белой церкви.[2].
- Памятник в Виннице (снесён в июне 2019 года)[3]
- Мемориальная доска в Киеве (ул. Большая Житомирская, 2)
- Площадь и улица Петра Запорожца в Белой Церкви
- Улица Петра Запорожца в Виннице (переименована в другую историческую личность с таким же именем и фамилией)[3]
- Школа № 29 в г. Виннице имени П. К. Запорожца